# York City Knights Rugby League Club
Actualités
York City Knights Rugby League Club dit York City Knights est un club professionnel anglais de rugby à XIII basé à York, dans le Yorkshire du Nord. Il évolue dans la League 1 qui est le troisième échelon du championnat d'Angleterre. 
Le club est fondé en 1868 en tant que club de rugby (qui devient plus tard le rugby à XV) puis rejoint pour des raisons financières la Northern Rugby Football Union (qui prend le nom plus tard de la « Rugby Football League ») en 1898. La Northern est à l'origine directe de la naissance du rugby à XIII. Il évolue au Huntington Stadium.

## Palmarès
- Championnat de deuxième division d'Angleterre (1):
  - Champion : 1981.
- Coupe du Yorkshire (3)[1]:
  - Vainqueur :  1923, 1934 et 1937.
  - Finaliste :  1936, 1958 et 1979.

- Précision :   1. ↑  La coupe du Yorkshire s'est déroulée entre 1905 et 1993.

## Bilan du club toutes saisons et toutes compétitions confondues
| Année | Année | Saison régulière Championship | Saison régulière Championship | Saison régulière Championship | Saison régulière Championship | Saison régulière Championship | Saison régulière Championship | Saison régulière Championship | Saison régulière Championship | Phase finale Championship | Phase finale Championship | Phase finale Championship | Phase finale Championship | Phase finale Championship | Phase finale Championship | Phase finale Championship | Challenge Cup      |
| Année | Année | Class.                        | Points                        | MJ                            | V.                            | N.                            | D.                            | Pp.                           | Pc.                           | Perf.                     | MJ                        | V.                        | N.                        | D.                        | Pp.                       | Pc.                       | Performance        |
| 2021  | 2021  | 9e                            | 18                            | 20                            | 9                             | 0                             | 11                            | 205                           | 477                           | Non qualifié              | -                         | -                         | -                         | -                         | -                         | -                         | Huitième de finale |
| 2022  | 2022  | 6e                            | 36                            | 27                            | 18                            | 0                             | 9                             | 677                           | 596                           | Demi-finale               | 2                         | 1                         | 0                         | 1                         | 36                        | 94                        | 5e tour            |
| 2023  | 2023  | 6e                            | 30                            | 27                            | 15                            | 0                             | 12                            | 557                           | 557                           | 1er tour                  | 1                         | 0                         | 0                         | 1                         | 8                         | 22                        | Quart-de-finale    |
| 2024  | 2024  | 4e                            | 30                            | 26                            | 15                            | 0                             | 11                            | 655                           | 473                           | Demi-finale               | 2                         | 1                         | 0                         | 1                         | 40                        | 32                        | 4e tour            |
| 2025  | 2025  | -                             | -                             | -                             | -                             | -                             | -                             | -                             | -                             |                           | -                         | -                         | -                         | -                         | -                         | -                         | 3e tour            |